# 东京富士大学短期大学部
东京富士大学短期大学部（日语：／ Tokyo Fuji Daigaku Tanki Daigakubu *），简称富士短（ふじたん），是過去一所位于日本东京都新宿区的私立短期大学，於2016年停辦。

## 概要

### 简介
- 学校最早可以追溯到1943年[1]。短期大学为于1951年开办[1]、由学校法人东京富士大学经营。

### 历史
- 1951年 富士短期大学成立并同时设置经济科第一部[1]。
- 1953年 第二部成立于经济科[1]。
- 1963年 企业经营科第一部・第二部成立[1]。
- 1968年 函授教育成立于经济科[1]。
- 1969年 经济科改名为经济学科[1]。
- 1977年 企业经营科改编为经营学科[1]。
- 2001年 经济学科（第一部・第二部・函授教育课程）和经营学科第二部的各自招生最后[1]。
- 2002年 富士短期大学改名为东京富士大学短期大学部[1]。
- 2004年 今年3月31日经济学科（第一部・第二部・函授教育课程）和经营学科第二部的各自停办[1]。
- 2005年 经营学科第一部改名为经营学科[1]。
- 2008年 经营学科改编为商务学科[1]。
- 2012年 招生最后[1]。
- 2016年 停辦。

### 宪章
- 请参看东京富士大学短期大学部的标志（页面存档备份，存于） （日語） 2013年11月23日阅览。

## 学校环境
- 校区：在东京都新宿区

## 历任校长
- 胜俣铨吉：第一代短期大学校长。就任于1951年[1]。
- 小松武治：于1959年就任[1]。
- 中村佐一：于1965年就任[1]。
- 酒枝义旗：于1972年就任[1]。
- 稻田正次：于1976年就任[1]。
- 宫本富士雄：于1983年就任[1]。
- 石原义盛：于1991年就任[1]。
- 早坂忠博：于1998年就任[1]。
- 岡村一成：于2005年就任[1]。现在短期大学校长[2]

## 组织

### 学科
- 商务学科[注 2]

### 前学科
- 经济学科[注 1]
  - 第一部[注 1]
  - 第二部[注 1]
  - 函授教育课程[注 1]
- 经营学科[注 5]
  - 第一部[注 5]
  - 第二部[注 1]

### 专科
| - 没有 |

### 业余课程
| - 没有 |

### 附属机关
| - 图书馆 - 经营研究所：成立于1995年 - 税务会计研究所 |

### 姐妹校
東京富士大學與國外多所知名大學簽約，詳細名單請見簽約學校名單，其中部分學校如下：
亞洲
- 中国大陆：華中科技大學、武漢大學
- ：首爾大學、釜山大學、韓國高等科技學院、慶熙大學、濟州大學
- 马来西亚: 拉曼大学
- 泰國：朱拉隆功大學、瑪希敦大學

大洋洲
- ：格里菲斯大學、南澳大學、蒙納許大學、新南威爾斯大學、斯威本理工大學
- 新西兰：奧克蘭大學

美洲
- 美国：喬治亞大學、普渡大學、凱斯西儲大學
- 加拿大：維多利亞大學、麥克馬斯特大學

歐洲
- 俄羅斯：莫斯科航空工業大學
- 德国：杜賓根大學
- 法國：南特大學、土盧斯第三大學
- 荷蘭：萊登大學、台夫特理工大學
- 波蘭：克拉科夫大學

## 相关链接
- 日本短期大学列表
- 东京富士大学